# Phoeniconaias minor
Il fenicottero minore (Phoeniconaias minor (E.Geoffroy Saint-Hilaire, 1798)) è un uccello appartenente alla famiglia Phoenicopteridae. È la specie di fenicottero più piccola e più diffusa numericamente in assoluto.

## Biologia

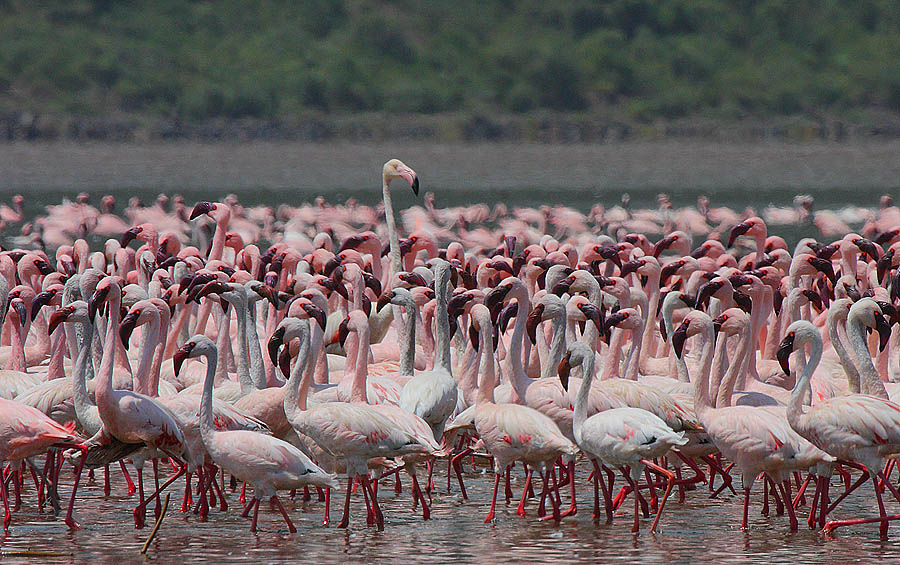
Una colonia di fenicotteri minori, a cui si è aggiunto anche un esemplare di fenicottero maggiore

### Alimentazione
Il fenicottero minore si alimenta esclusivamente di minuscole alghe, come la Arthrospira platensis, un'alga azzurra diffusa nei laghi alcalini, e di piccoli crostacei. Proprio quest'alimentazione conferisce loro il classico colore rosa acceso, poiché le alghe contengono dei pigmenti colorati. Filtra il cibo dalla superficie dell'acqua con il becco, che contiene delle lamine che trattengono il cibo lasciando invece passare i liquidi. 

### Riproduzione

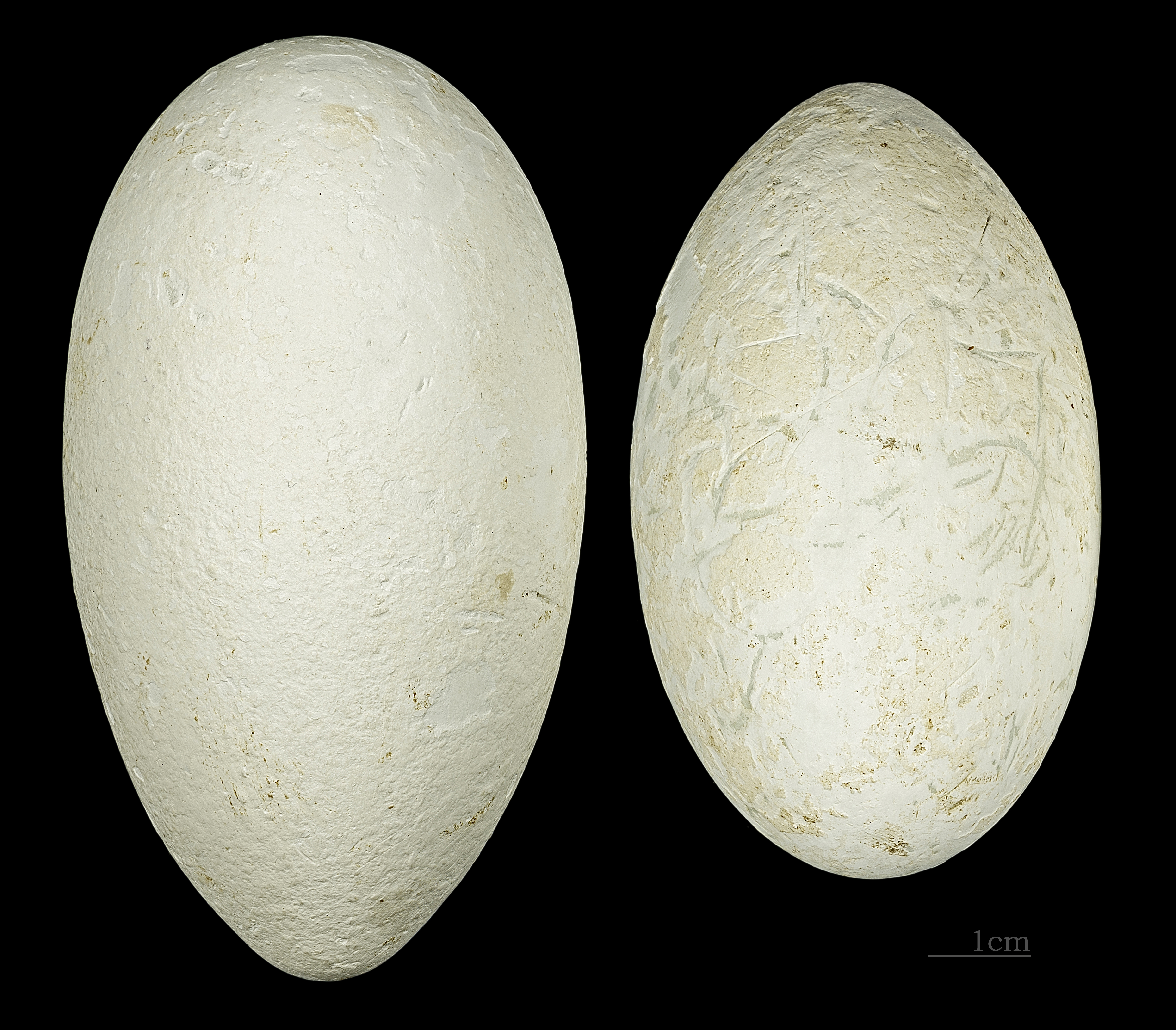
Museum specimen di uova di Phoeniconaias minor.

I fenicotteri minori sono uccelli che vivono esclusivamente in grandi colonie, che possono contare fino a un milione di individui. Come tutti i fenicotteri, sono monogami e depongono ogni anno un solo uovo su un nido rialzato da terra che costruiscono loro con fango e piume.

Il piccolo nato viene nutrito con una sostanza molto nutriente simile al latte chiamata latte del gozzo.

## Distribuzione e habitat
L'areale del fenicottero minore si estende dall'Africa subsahariana attraverso la penisola arabica sino al subcontinente indiano. Le principali aree di nidificazione si trovano in prossimità dei laghi della Rift Valley, in Africa orientale (Etiopia, Kenya e Tanzania). Altre aree minori si trovano in Africa occidentale, Africa meridionale, India e Pakistan.